# Filipp Sergejevič Okťabrskij
Filipp Sergejevič Okťabrskij (rusky Филипп Сергеевич Октябрьский, pravé příjmení Ivanov) (23. října 1899 – 8. července 1969) byl sovětský námořní velitel a admirál, Hrdina Sovětského svazu.

## Život
Narodil se ve vesnici Luškino, poblíž Tveru, jako Filipp Sergejevič Ivanov. V listopadu 1917 vstoupil do rudého námořnictva a sloužil u Baltského loďstva. V roce 1924 si změnil jméno na Okťabrskij. Od března 1939 do dubna 1943 a opět od března 1944 do listopadu 1948 byl velitelem Černomořského loďstva. V roce 1944 byl povýšen do admirálské hodnosti. Po válce se stal členem generálního štábu, velitelem všech námořních testovacích středisek a mezi léty 1957 až 1960 působil ve funkci ředitele Námořní akademie v Sevastopolu.

## Vyznamenání

### Sovětská vyznamenání
- Hrdina Sovětského svazu
- Leninův řád – udělen třikrát
- Řád rudého praporu – udělen třikrát
- Řád Ušakova I. třídy – udělen dvakrát
- Řád Suvorova II. třídy
- Řád Nachimova I. třídy – 25. září 1944
- Řád rudé hvězdy
- Medaile Za obranu Oděsy
- Medaile Za obranu Sevastopolu

- Medaile Za obranu Kavkazu
- Medaile za vítězství nad Německem ve Velké vlastenecké válce 1941–1945
- Jubilejní medaile 20. výročí vítězství ve Velké vlastenecké válce 1941–1945
- Medaile 20. výročí dělnicko-rolnické rudé armády
- Medaile 30. výročí sovětské armády a námořnictva
- Medaile 40. výročí Ozbrojených sil SSSR
- Medaile 50. výročí Ozbrojených sil SSSR

### Zahraniční vyznamenání
- komandér Legion of Merit
- Řád 9. září 1944 I. třídy